# 素晴らしき恋人たち (映画)
『素晴らしき恋人たち』（すばらしきこいびとたち、Les Amours célèbres）は1961年のフランスの映画。有名なフランスのラブ・ロマンス物語から4つをとり上げ、映画化したオムニバス作となっている。

## キャスト
※括弧内は日本語吹替（初回放送1969年9月12日 TBS）
第一話
- ローザン公：ジャン＝ポール・ベルモンド（堀勝之祐）
- モナコ公夫人：ダニー・ロバン（宗形智子）
- ルイ14世：フィリップ・ノワレ

第二話
- ジェニー：シモーヌ・シニョレ（林洋子）
- ルネ・ド・ラ・ローシェ：ピエール・ヴァネック

第三話
- デュシェーヌ：アニー・ジラルド
- ロークール：エドウイジ・フィエール
- ジョルジュ：マリー・ラフォレ

第四話
- アルベール：アラン・ドロン（野沢那智）
- 平民の娘：ブリジット・バルドー（范文雀）
- トリンク：ジャン・クロード・ブリアリ

## スタッフ
- 監督：ミシェル・ボワロン
- 脚本：ジャック・プレヴェール、フランシス・ロッシュ、マルセル・アシャール、パスカル・ジャルダン
- 撮影：ロベール・ルフェーヴル
- 編集：レイモンド・ラミー
- 音楽：モーリス・ジャール